# كوجي كوباياشي (ملاكم)
كوجي كوباياشي (باليابانية: 小林光二) ملاكم محترف ياباني سابق. حقق بطولة المجلس العالمي للملاكمة.

## إحصائيات
خاض خلال مسيرته 31 نزالا، فاز في 24 وتعادل في 3 وخسر في 4. فاز بالضربة القاضية في 15 نزالا.

## روابط خارجية
- كوجي كوباياشي على موقع بوكس ريك (الإنجليزية) (registration required)